# Parti travailliste (Argentine)
Le Parti travailliste (en espagnol Partido Laborista, parfois désigné en français par Parti laboriste ; en abrégé PL) était un parti politique argentin fondé en octobre 1945 en tant qu’expression politique du mouvement ouvrier et avec l’objectif premier d’appuyer la candidature du colonel Juan Perón à l'élection présidentielle de février 1946.
Moins d’un mois après la mobilisation populaire historique du 17 octobre 1945, le PL annonçait sa création et présentait sa plateforme politique. Le PL reposait sur un socle expressément et délibérément syndical et ouvrier, et incarnait la volonté d’autonomie et d’émancipation politiques des classes laborieuses. La raison d’être du parti était liée à la conviction chez les dirigeants syndicalistes que les conquêtes sociales naguère obtenues entre 1943 et 1945 en collaboration avec Perón (alors à la tête du secrétariat au Travail) ne pourraient être efficacement défendues et établies sur une base durable que moyennant qu’ils consentent à descendre eux-mêmes dans l’arène politique. Le système de l’affiliation indirecte, tel qu’adopté dans les statuts du PL (par quoi les affiliés des syndicats parties prenantes du PL étaient automatiquement affiliés à ce parti), permit aux laboristes de prendre appui sur une très vaste base.
À l’élection présidentielle, le PL, en particulier ses principaux dirigeants, Cipriano Reyes (du syndicat des travailleurs de la viande) et Luis Gay (syndicat des employés du téléphone), sut faire en sorte que le vote ouvrier vînt se porter sur le binôme Perón-Quijano, et fut ainsi dans une large mesure à l’origine de la victoire péroniste de 1946, bien davantage que les autres partis qui soutenaient la candidature de Perón, l’Unión Cívica Radical Junta Renovadora (né par sécession d’avec l’UCR, engoncé dans une posture anti-péroniste) et le Parti indépendant (groupe disparate de personnalités conservatrices). 
Cette importante expérience d’un parti ouvrier indépendant fut cependant éphémère, Perón décidant en effet le 23 mai 1946, au lendemain de sa victoire électorale, de dissoudre les trois partis qui l’avaient soutenu pour les fusionner en un seul et nouveau parti, le Parti péroniste, au fonctionnement verticaliste, c.-à-d. au rebours de l’autonomie politique et idéologique propre au PL. Si la Junta Renovadora et le Parti indépendant se soumirent de bonne grâce à cette décision, le PL rechigna d’abord, puis finit par obtempérer, à l’exception de quelques dirigeants réfractaires, en particulier Reyes, qui apporteront par la suite, sur les strapontins du parlement et par le biais d’un journal, un soutien critique au gouvernement. Les réfractaires néanmoins seront persécutés, Reyes notamment sera jeté en prison pour 7 ans sur l’accusation de complot contre Perón. 
Après la chute du péronisme en septembre 1955, le parti se réorganisa fugacement entre 1957 et 1965, et quelques partis au niveau provincial se réclament aujourd’hui encore de son héritage.

## Origine et contexte
Au lendemain de la journée de mobilisation ouvrière du 17 octobre 1945, qui permit d’obtenir la libération de Juan Perón et contraignit la dictature militaire à convoquer des élections, les syndicats qui avaient depuis 1943 collaboré avec le secrétaire au Travail et à la Prévoyance Perón entreprirent de fonder un nouveau parti, le Parti travailliste (en espagnol Partido Laborista, en abrégé PL), afin de disposer d’une structure politique leur permettant de concourir aux élections générales du 24 février 1946 et d’apporter leur soutien à la candidature à la présidence du colonel Perón. Ces syndicats, dont p.ex. le Syndicat autonome de la viande de Berisso et Ensenada, dirigé par Cipriano Reyes, avaient été appuyés par Perón au détriment de ceux dirigés par des communistes et des socialistes, notamment la Federación Obrera de la Industria de la Carne (F.O.I.C.), que dirigeait alors le communiste José Peter. De fait, le premier accord signé par Perón en qualité de secrétaire au Travail le fut avec Reyes, le représentant du nouveau syndicat, ce qui eut pour effet de saper les positions du syndicat rival, lequel pourtant jouissait alors d’une représentativité nationale.

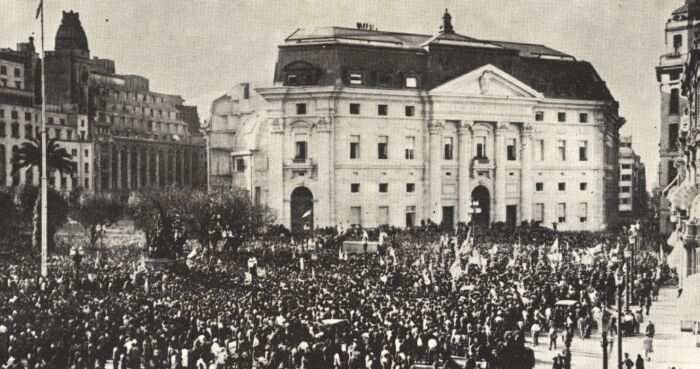
Manifestation ouvrière sur la place de Mai le 17 octobre 1945, organisée pour exiger la libération de Perón. Cette mobilisation de masse passera à l'histoire sous le nom de Jour de la Loyauté.

Les syndicalistes avaient pris conscience qu’ils ne pourraient défendre efficacement leurs conquêtes sociales et les établir sur des bases durables qu’à condition de mettre le pied eux-mêmes dans l’arène politique. La circonstance qu’en Argentine le syndicalisme figurait désormais parmi les facteurs de pouvoir à même de contribuer à légitimer un gouvernement, ainsi que le poids croissant du mouvement ouvrier et l’opposition que les partis politiques traditionnels menaient contre la politique sociale récemment mise en place par le secrétariat au Travail et à la Prévoyance, avaient fait comprendre à la classe ouvrière organisée la nécessité de disposer d’un outil collectif national proprement politique pour la défense de ses intérêts de classe. Les événements d’octobre à décembre 1945 avaient constitué une grave menace pour les acquis économiques et sociaux obtenus par les travailleurs sous le nouveau gouvernement issu de la révolution de 1943, de sorte que l’idée de s’impliquer politiquement s’imposa impérativement à la classe ouvrière, et faute d’alternative, les dirigeants syndicaux durent prendre à tâche d’organiser un parti politique qui, en conduisant Perón à la présidence, permettrait de consolider les avantages obtenus, voire d’en obtenir de plus importants encore que ceux déjà promis par le colonel Perón. Organiser un parti sur un socle expressément syndical et ouvrier dénotait une claire volonté d’autonomie politique chez la classe ouvrière organisée, vu que le travail de ce parti impliquerait de dépasser les luttes pour une simple amélioration économique relative et permettrait d’articuler l’action syndicale avec les intérêts généraux du pays tout entier et de faire appliquer obligatoirement partout les normes sociales figurant dans le programme du parti.
D’autre part, la naissance de ce nouveau parti fut favorisé par le fait que les partis argentins existants qui se prévalaient du titre de parti ouvrier ― à savoir les Partis socialiste et communiste ― s’étaient profondément délégitimés aux yeux des travailleurs argentins pour s’être totalement opposés à la politique sociale menée par le secrétariat au Travail. Un dernier élément enfin, auquel rétrospectivement beaucoup de militants attachaient une grande importance, était le passé de lutte syndicale dont pouvaient s’enorgueillir la plupart des hauts dirigeants du PL.

## Fondation

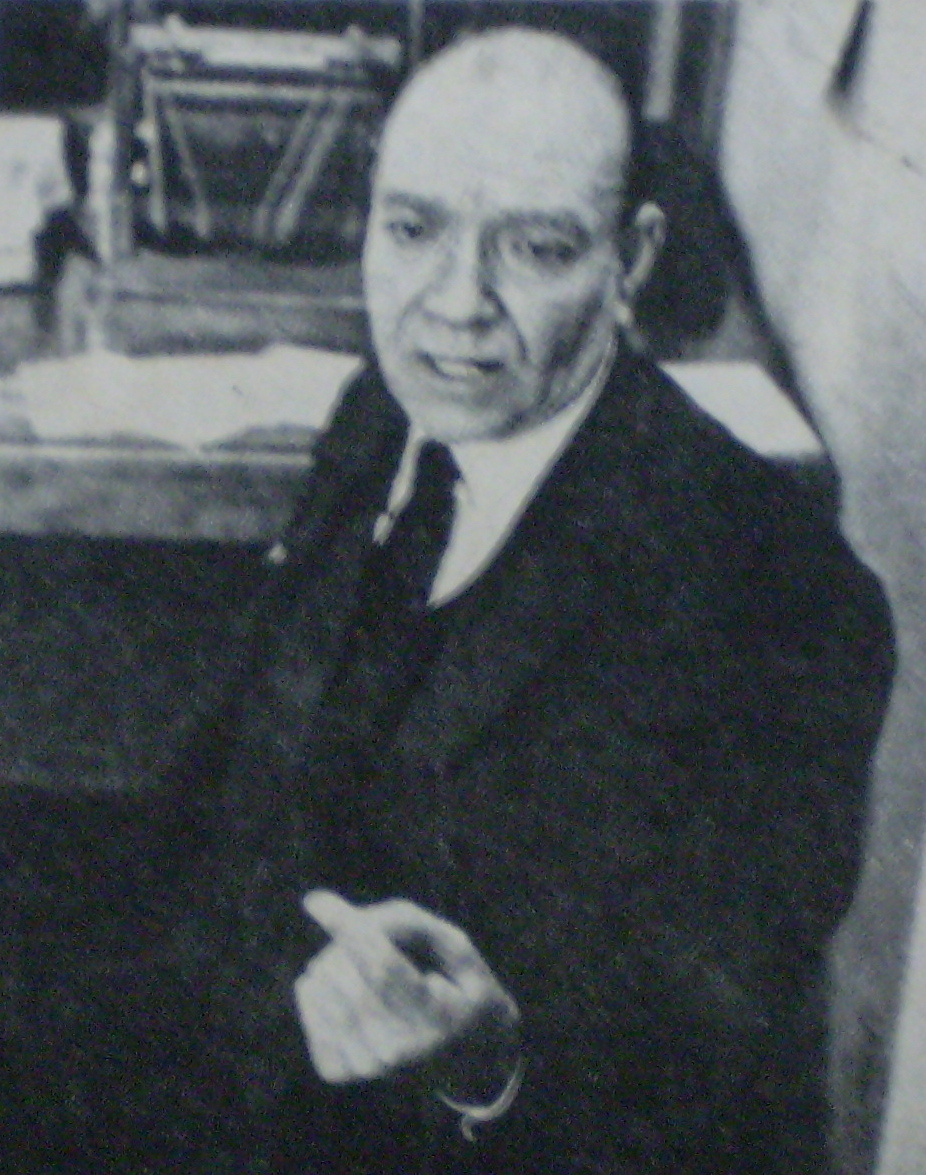
Cipriano Reyes, l’un des fondateurs et chefs de file du PL.

Aussitôt après les mobilisations ouvrières du 17 octobre, un groupe de 150 militants syndicaux  — de la CGT, de l’USA (Unión Sindical Argentina) et des syndicats autonomes — furent convoqués par Luis Gay et Cipriano Reyes et choisirent un Comité provisoire du parti travailliste, composé, outre des deux susnommés, également des cheminots Monzalvo et Tejada, de Manuel García (travailleurs du spectacle), de Vicente Garófalo (industrie du verre) et de Leandro Reynes (journalistes), entre autres. Le Parti travailliste fut officiellement fondé le 24 octobre 1945, soit une semaine à peine après le 17 octobre,,. Ses principaux dirigeants et animateurs étaient Cipriano Reyes, Luis Gay et María Roldán ; le premier avait été à la tête du syndicat des travailleurs de la viande ; le deuxième, responsable historique du syndicat du téléphone et chef de file du courant syndicaliste révolutionnaire, et destiné à être élu secrétaire général de la CGT ; et la troisième nommée, une dirigeante syndicale historique du syndicat de la viande. L’organisation interne du parti fut calqué sur celle du Parti travailliste britannique et sur la manière de diriger propre à Clement Attlee.
Le Comité provisoire élabora une charte organique, laquelle garantissait la démocratie interne du parti et introduisit la nouveauté de l’affiliation indirecte : les affiliés de tel syndicat, dès lors qu’ils auraient opté pour que leur syndicat se rallie au PL, deviendraient automatiquement des affiliés de ce parti, sous réserve de manifester le désir contraire. Ce système d’affiliation fut à l’origine de la large base syndicale sur laquelle le PL allait s’organiser et permit à la classe ouvrière de se hisser effectivement dans la sphère politique pour y faire aboutir les revendications syndicales. Cependant, Luis Gay affirme que ce fut un postulat fondamental au sein du PL que de préserver l’autonomie ou l’indépendance respective de ces deux sphères, la syndicale et la politique : tel mouvement syndical pouvait adhérer au PL, explique-t-il, si la majorité du syndicat en décidait ainsi ; toutefois, le parti remplissait sa fonction politique et le syndicat sa fonction syndicale, c’est-à-dire que les membres du parti ne faisaient pas partie du mouvement ouvrier en tant que tel, tandis que les travailleurs appartenaient au parti en tant que mouvement ouvrier et pouvaient soumettre à jugement la conduite des dirigeants du parti. 
Le PL publia aussi un document intitulé Pour l’émancipation de la classe laborieuse, et s’employa à diffuser sa plateforme politique. S’était ainsi constituée une nouvelle organisation politique, sans hiérarchie, appuyée sur les principaux comités syndicaux et sur les dirigeants ouvriers regroupés dans la CGT n°1 et dans l’Union syndicale argentine (USA), qui avaient secondé Perón lors de son action au secrétariat au Travail. Luis Gay (du syndicat des employés du téléphone) fut élu président du parti, tandis que Cipriano Reyes le fut de la section de la province de Buenos Aires, principal bastion des travaillistes.
Son premier Comité central national était composé ainsi que suit, : 
- Président : Luis Gay (syndicat du personnel du téléphone)
- Vice-président : Cipriano Reyes (industrie de la viande)
- Secrétaire général : Luis Monzalvo (cheminots)
- Secrétaire adjoint : Manuel García (spectacle)
- Trésorier : Luis González (cheminots)
- Secrétaire d’organisation : Pedro Otero (agents municipaux)
- Secrétaire de l’intérieur : Alcides Montiel (brasserie)
- Membre : Ramón Tejada (Fédération ouvrière de San Juan)
- Membre : Antonio Bernárdez (teinturerie)
- Membre : Dorindo Carballido (conducteurs de tram)
- Membre : José Andreotti (metallos)
- Membre : Valerio Rougier (industrie de la viande).

## Programme politique

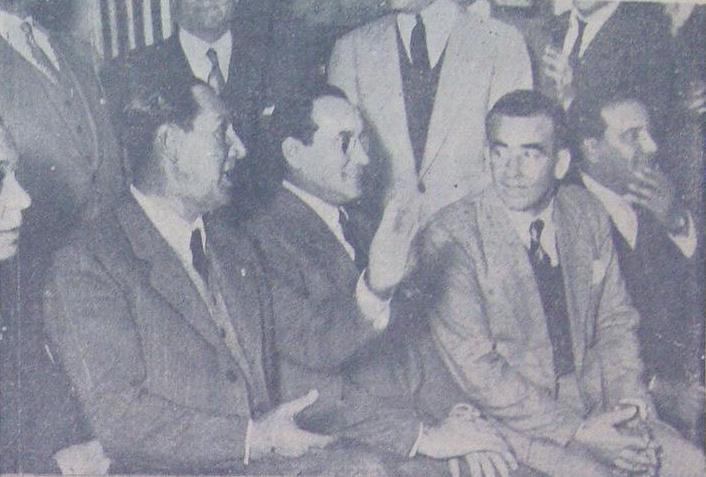
Le laboriste Luis Gay (au centre, portant lunettes) assis à côté de Juan Perón (à gauche).

« Une nouvelle conscience en marche » (en espagnol Una nueva conciencia en marcha), tel était le slogan qui figurait sur l’affiche diffusée dans Buenos Aires et placardée à la porte du siège du parti, installé dans un vieil immeuble délabré Avenida 9 de Julio. Le programme politique était assez diffus, et comportait une série de propositions sur les plans politique, économique, de la législation du travail, des finances, de la culture et en matière de sécurité sociale. Les dirigeants syndicaux qui le portaient étaient conciliateurs, et se proposaient de mettre en œuvre un réformisme autonome, par le moyen d’un parti ouvrier nationaliste. Poursuivant l’objectif de réaliser l’indépendance de classe, le parti disposa que toutes ses autorités et tous ses affiliés eussent à être des ouvriers, à l’exception de son « premier affilié », le colonel Perón, qui était certes le dirigeant au poids et au prestige les plus grands dans le Parti travailliste, mais non pas sa plus haute autorité. Son projet politique tendait à l’indépendance politique à l’égard tant du gouvernement que de toute espèce de hiérarchie,.
Quelques-uns avaient imaginé le nouveau parti comme une version argentine du travaillisme anglais ou brésilien, c’est-à-dire un parti construit sur une base syndicale, représentatif en priorité des travailleurs salariés, mais capable en même temps d’attirer les couches moyennes. Lors des discussions initiales, les travaillistes argentins avaient souhaité que les syndicats fussent considérés en tant que tels (et non pas seulement les travailleurs individuellement) comme des parties intégrantes de la structure d’organisation. Cependant, cette conception n’aura pas de suite en raison de la résistance des autres courants de pensée constitutifs du mouvement péroniste, et surtout par la décision de Perón lui-même, qui ne toléra pas que ce parti ouvriériste volât de ses propres ailes, et qui préféra découper ses propres troupes en différentes branches (ramas) : politique, féministe et syndicale.
Pour les travailleurs argentins, la situation était inédite, car pour la première fois, ils étaient devenus un facteur déterminant dans la définition de la conjoncture politique à l’échelon national. Le PL s’offrait à eux comme un outil pour arriver au gouvernement par la voie électorale. Il avait été fixé dans la déclaration de principe du PL que ses « piliers principaux seront les masses, réunies dans d’authentiques syndicats de travailleurs », encore que le parti pût faire appel aussi aux classes moyennes partageant ses principes, tout en excluant « les réactionnaires, les totalitaires et les foyers de l’oligarchie ». Son programme visait à un réformisme modéré, professait une stricte observance des formes démocratiques, et visait à un renforcement substantiel de la législation du travail, à la nationalisation des services publics, de même qu’à l’intervention de l’État dans le champ économique (fonction sociale de la propriété, soutien au développement industriel, partage de la terre) et à la participation des syndicats dans la prise de décision d’intérêt national.

## Fonctionnement interne et rapports avec le mouvement péroniste
Le Parti travailliste était l’un des trois partis qui apportèrent leur appui à la candidature de Perón en vue des élections présidentielles du 24 février 1946, aux côtés du Parti indépendant, composé de conservateurs, et de l’Unión Cívica Radical Junta Renovadora (UCR-JR), né de la scission de radicaux péronistes d’avec l’Union civique radicale, cette dernière restant en effet farouchement opposée à Perón.

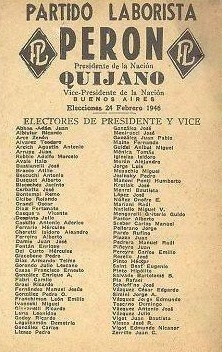
Billet recensant les grands électeurs travaillistes (l’élection présidentielle était alors un scrutin indirect) favorables à Perón.

Ces trois partis décidèrent de coordonner leur action politique au sein d’un Comité national de coordination politique, que présidait l’avocat du syndicat de cheminots Juan Atilio Bramuglia. Il y fut convenu que chacun des partis choisirait ses propres candidats et que 50 % des postes seraient dévolus au Parti travailliste, tandis que les 50 % restants seraient répartis à parts égales entre l’UCR-JR et le Parti indépendant,.
Les tensions politiques entre ces trois partis surgirent par suite du non-respect de la proportionnalité dans les listes de candidats, et atteignirent leur point culminant après le remplacement unilatéral de Luis Gay par le militaire de la marine Alberto Teisaire comme candidat sénateur pour la Capitale fédérale. Domingo Mercante et Armando Antille furent écartés comme candidats à la vice-présidence, au bénéfice de Juan Hortensio Quijano, de l’UCR-JR. Le PL du reste ne cessa de manifester sa volonté d’autonomie politique et sa ferme intention de fonctionner en permanence de façon démocratique, en dépit des tentatives des fractions politiques qui lui étaient alliées et des manœuvres de quelques-uns de ses propres membres qui tendaient au contraire à museler l’esprit d’autonomie partidaire. Les laboristes resistèrent âprement aux tentatives de Perón de capter le pouvoir de décision au sein même du parti. 
Au scrutin de février 1946, le binôme Tamborini-Mosca, soutenu par la coalition nommée Union démocratique, regroupant des conservateurs et des radicaux, par les partis socialiste et communiste, et par l’ambassadeur américain Spruille Braden, dut s’incliner avec 1 211 660 voix face au binôme Perón-Quijano, qui récolta 1 478 372 voix et l’emporta grâce aux apports de la classe ouvrière votant en masse pour le PL, auquel reviendront près de 85 % de ces voix, les 15 % restants échéant aux fractions radicales propéronistes (l’UCR-JR, qui avait fourni, en la personne de Quijano, le candidat à la vice-présidence) et au Parti indépendant, composé de conservateurs (Héctor Cámpora, Visca et quelques autres). La convention du PL sut imposer à Perón la candidature du colonel Domingo Mercante comme gouverneur de Buenos Aires, et les laboristas étaient majoritaires à la Chambre des députés. Toutefois, Perón manœuvra de sorte à écarter Gay de la candidature au sénat, et la FOTIA de Tucumán (syndicat de l’industrie sucrière) dut faire grève pour obtenir la reconnaissance de son candidat élu au sénat,.   
Lors de ce scrutin, les listes des trois partis susmentionnés obtinrent donc 56 % des voix, remportant non seulement l’élection présidentielle, mais aussi tous les postes de gouverneur de province, à l’exception de celle de Corrientes, laquelle subira d’ailleurs peu après une intervention fédérale. Compte tenu que sur l’ensemble des voix qui avaient donné la victoire électorale à Péron en 1946, plus de 80 % étaient attribuables au Parti travailliste, des membres de ce parti se verront confier des fonctions importantes dans le gouvernement péroniste. C’est dans les provinces de Buenos Aires, de Santa Fe et de Tucumán que le parti avait sa plus forte implantation.

## Action politique et dissolution
Si avant les élections du 24 février 1946 Perón céda souvent aux desiderata des dirigeants du PL, les circonstances changeront après le scrutin. Jusque-là en effet, il avait eu besoin de tous les appuis possibles pour pouvoir faire face à une puissante coalition anti-péroniste, et était conscient que la classe ouvrière constituait la partie substantielle de ses soutiens politiques et que les responsables syndicaux représentaient un facteur crucial pour s’assurer cet appui. Une fois la victoire électorale acquise, il s’agissait pour Perón d’éviter que cette alliance avec les syndicats ne se transformât en dépendance ; en effet, les projets de Perón, dans le domaine politique et social autant qu’économique, étaient de portée plus ample et ne seraient à coup sûr pas toujours en accord avec les vues des dirigeants du PL. Pour consolider sa victoire et mettre ses projets à exécution, Perón devait d’une part renforcer son autorité sur les forces armées, d’autre part et surtout s’assurer de la bienveilance d’une partie au moins du patronat, dessein que pourrait venir contrecarrer un pouvoir excessif du mouvement syndical dans le gouvernement,.
Le 23 mai 1946, Perón, peu avant son investiture présidentielle, donna ordre de dissoudre les trois partis sur lesquels il s’appuyait et de les fusionner en un Parti unique de la révolution nationale, rebaptisé ensuite Parti péroniste. Cependant, la raison d’être du Parti travailliste était l’autonomie politique des fractions syndicales auparavant favorables à la politique sociale naguère menée par le gouvernement militaire sortant, mais non leur subordination au chef. Perón n’avait joué aucun rôle dans la création et l’organisation du Parti travailliste et son influence n’avait été que très relative, même s’il tenta bien d’en avoir davantage, en vain cependant ; c’est comme bannière de combat qu’il avait été déclaré affilié au parti, mais pour autant n’avait pas d’influence au sein de celui-ci. 
Face à cet oukase, les laboristas adoptèrent d’abord une attitude de défense consistant à éviter une confrontation directe avec Perón et à adresser leurs récriminations de préférence aux radicaux de la Junta Renovadora. La caducité des autorités du PL décrétée par Perón porta celles-ci à exposer au grand jour toutes leurs réticences vis-à-vis des radicaux dissidents, les accusant d’être derrière une offensive dont l’objectif était de liquider le PL au bénéfice du « capital financier monopoliste international ». Cependant, la suite des événements devait démontrer que c’était à Perón que le contentieux véritable les opposait, et que le dissentiment était plus profond que les laboristes avaient pu percevoir : la défense de l’indépendance organique du parti entraînait une opposition frontale avec le style verticaliste de gouvernement que le líder se proposait d’adopter. Quoiqu’au début les voix travaillistes furent nombreuses à clamer leur volonté de désobéir à l’ordre de dissolution donné par Perón et de poursuivre le chemin aux côtés du parti, la rébellion laboriste ne se manifestera finalement que sur le mode déclaratif, une large partie des membres et de la base du parti n’opposant en effet bientôt plus aucune résistance à l’unification des trois partis. Seul Cipriano Reyes et un groupe d’amis tenteront de sauver le PL, alors que le Comité central de direction finit par accepter la dissolution le 17 juin 1946.  Plusieurs facteurs peuvent expliquer cette molle résistance à la dissolution du PL : la croissante relation de dépendance des dirigeants ouvriers envers le pouvoir de Perón et l’opportunité qu’il y avait à leurs yeux de se maintenir à leur poste pour obtenir des améliorations de la part de l’État en faveur de leurs bases ; la nouveauté et le malaise que représentait pour beaucoup d’entre eux le fait de se mouvoir désormais sur le plan de la politique ; et l’hétérogénéité de leurs allégeances politiques et affinités idéologiques (le PL comprenait des radicaux, des socialistes, des communistes, des anarchistes, etc.). 
Dans un premier temps, le PL résiduel adopta vis-à-vis du gouvernement une position de soutien critique, appuyant les mesures sociales, mais s’opposant aux dérives autoritaires du péronisme. Le 17 octobre 1946, le parti organisa une cérémonie de commémoration à part, célébrant, pour prendre le contre-pied du Jour de la Loyauté, la Journée du peuple. Cette même année, Cipriano Reyes fut victime d’un attentat, lors duquel son chauffeur perdit la vie et où lui-même fut grièvement blessé à la jambe. En juillet 1947, au bout de plusieurs mois de tensions et de pressions de plus en plus fortes, la direction nationale du parti réfractaire finit à son tour par obtempérer à l’ordre de Perón et décida de dissoudre le parti et d’œuvrer désormais, en tant que mouvance interne, à faire appliquer les idées travaillistes au sein même du Parti justicialiste. Bientôt, la plupart des dirigeants syndicaux se transformeront en fonctionnaires, faisant preuve au parlement d’un comportement discipliné ou prenant la tête de syndicats subsidiés ou placés sous tutelle directe du gouvernement péroniste. Cipriano Reyes, président de la section bonaerense, n’accepta pas cette mise au pas ; s’étant vu offrir la présidence de la Chambre des députés, il déclina cette offre (« je ne sers pas à agiter la clochette »). En janvier 1947, Perón ordonna d’écarter Gay de la direction de la CGT. L’obstination de Reyes à refuser la décision de Perón sera l’un des motifs pour lesquels Reyes continuera d’être persécuté, puis enfin emprisonné en 1948 (pour sept ans, jusqu’au coup d’État de septembre 1955) sur l’incrimination de participation à un complot visant à assassiner Perón et son épouse Evita. 
Néanmoins, tout au long des deux premiers gouvernements de Perón, le travaillisme sut affirmer sa présence de différentes façons, notamment à travers l’activité de ses députés à la Chambre et par son journal El Laborista.

## Après le coup d’État de 1955
Au lendemain du coup d’État de septembre 1955 qui renversa Perón et instaura la dictature militaire dite Révolution libératrice, le Parti travailliste fut refondé par Cipriano Reyes libéré de prison et tiendra une ligne politique critique envers le régime militaire, dénonçant notamment la prohibition du péronisme et l’abrogation de la constitution de 1949.
Le PL réunifié participa à la réforme constitutionnelle de 1957, et aux élections législatives de 1960, de 1963 et de 1965.

## Postérité
Il existe à Corrientes un Partido Laborista (Autónomo), ayant personnalité politique, qui s’est présenté aux élections et se considère l’héritier du PL historique.

### Ouvrages
- (es) Roberto A. Ferrero, Del fraude a la soberanía popular, Buenos Aires, La Bastilla, 1976
- (es) Susana Elena Pont, Partido Laborista : Estado y Sindicatos, Buenos Aires, Centro Editor de América Latina, coll. « Biblioteca Política Argentina », 1984
- (es) Alain Rouquié, Poder Militar y Sociedad Política en la Argentina, 1943-1973, Buenos Aires, Emecé
- (es) Santiago Senén González, Laborismo. El partido de los trabajadores, Buenos Aires, Capital intelectual, 2014, 320 p. (ISBN 978-987-614-438-4)
- (es) Luis Gay, El Partido Laborista en la Argentina, Buenos Aires, Biblos, coll. « Cuadernos Simon Rodriguez (n°30) », 1999, 216 p. (ISBN 978-950-786-222-9, lire en ligne)

### Articles et liens externes
- (es) Mercedes Petit, « A 60 años de la fundación del Partido Laborista », El Socialista,‎ 14 novembre 2005 (lire en ligne, consulté le 9 avril 2018)
- (es) Carlos Mignon, « La breve experiencia del Partido Laborista en Argentina, 1945-1946 », Anuario de la Escuela de Historia, Córdoba,‎ 2007 (lire en ligne, consulté le 9 avril 2018)